# Mireille Mathieu (album, 1972)
Albums de Mireille Mathieu
Mireille Mathieu chante Francis Lai
(1972) C'est l'amour et la vie que je te dois
(1973)
Singles
1. Corsica
Sortie : 1972
2. En frappant dans nos mains
Sortie : 1972
3. J'étais si jeune
Sortie : 1972

J'étais si jeune ("En frappant dans nos mains" au Canada) est un album de la chanteuse française Mireille Mathieu sorti en France en 1972. Cet album est le dernier à sortir sous le label Barclay, avant d'être réédité avec une pochette différente sous label Philips. L'album contient quelques succès de la chanteuse tels que En frappant dans nos mains, J'étais si jeune ou Corsica.
Il s'est écoulé à plus de 75 000 exemplaires.

## Chansons de l'album
- Face 1

1. J'étais si jeune (Hubert Ithier/Carter/Shakespeare)
2. Le chemin du ciel (Michèle Ressi/A. Borly)
3. Corsica (Catherine Desage/Christian Bruhn)
4. Une passerelle (P. Crosz/P. de Senneville/O. Toussaint)
5. La chanson du départ (Catherine Desage/Francis Lai)
6. En frappant dans nos mains (Hubert Ithier/G. Moroder)

- Face 2

1. Adieu je t'aime (Catherine Desage/N. Glanzberg)
2. Ils s'en vont tous un jour (G. Bonnet/R. Kandula/P.A. Dousset)
3. Emporte-moi (André Pascal/Christian Gaubert)
4. Quand j'entends cet air-là (Hubert Ithier/M. Palpant)
5. Dieu te garde (J. Parell/Christian Bruhn)
6. Pleure mon cœur (Maurice Vidalin/Christian Bruhn)

## Crédits
Mireille est accompagnée par : 
- le grand orchestre de Paul Mauriat (Le chemin du ciel).
- le grand orchestre de Christian Bruhn (Corsica, Pleure mon cœur)
- le grand orchestre de Hervé Roy (Une passerelle).
- le grand orchestre de Michel Colombier (Adieu je t'aime).
- le grand orchestre de Pierre Porte (Dieu te garde).
- le grand orchestre de Christian Gaubert (J'étais si jeune, La chanson du départ, En frappant dans nos mains, Ils s'en vont tous un jour, Emporte-moi, Quand j'entends cet air là).

## Liens Externes
- Ressources relatives à la musique :   - Discogs
  - MusicBrainz (groupes de sorties)